# Автошлях Т 1619
Автошля́х Т 1619 — автомобільний шлях територіального значення в Одеській області. Проходить територією Вигоднянської сільської та Біляївської міської територіальних громад Одеського району від залізничної станції Вигода до міста Біляївка. Загальна довжина — 20,8 км.

## Маршрут
Автошлях проходить через такі населені пункти:
| Автошлях Т 1619             |        |
| Одеська область             |        |
| Одеський район              |        |
| Вигода (залізнична станція) |        |
| Вигода                      |        |
| Петрове                     |        |
| Широка Балка                | E58М16 |
| Теплодар                    |        |
| Біляївка                    | Т 1625 |